# Nya högern (Israel)
Nya högern (hebreiska: הימין החדש) är ett högernationalistiskt parti i Israel, bildat i december 2018 av avhoppare från partiet Judiskt hem.
Vid en presskonferens lördagen den 29 december 2018 meddelade två israeliska ministrar, utbildningsminister Naftali Bennett och justitieminister Ayelet Shaked att de lämnar Judiskt hem, det parti som de varit partiledare respektive vice partiledare för, för att ställa upp med ett nytt parti i det val som Knesset samma vecka bestämt ska äga rum i april 2019.
Parlamentsledamoten för Judiskt hem, Shuli Mualem och journalisten Caroline Glick, anslöt också snart till det nybildade partiet.